# Paratrichoconis chinensis
Paratrichoconis chinensis är en svampart som först beskrevs av Clifford George Hansford, och fick sitt nu gällande namn av Deighton & Piroz. 1972. Paratrichoconis chinensis ingår i släktet Paratrichoconis, divisionen sporsäcksvampar och riket svampar.   Inga underarter finns listade i Catalogue of Life.